# Mustapha Dahleb
Mustapha Dahleb (Béjaïa, 8 febbraio 1952) è un ex calciatore algerino, di ruolo centrocampista.

## Carriera
Con la Nazionale algerina ha preso parte ai Mondiali 1982.

## Palmarès

### Club

#### Competizioni nazionali
- Coppa di Francia: 2

PSG: 1981-1982, 1982-1983